# Papa Westray Airport

i7
i11
i13
Der Papa Westray Airport (IATA-Code: PPW, ICAO-Code: EGEP) befindet sich auf der Insel Papa Westray in Orkney, Schottland. Bekanntheit erlangte er dadurch, dass der Flug zum Westray Airport der kürzeste Linienflug der Welt ist. Die Strecke beträgt 2,8 km und die Flugzeit, inklusive Ausrollen, zwei Minuten. Es werden auch der Flughafen Kirkwall und der North Ronaldsay Airport angeflogen.
Papa Westray Airport hat eine CAA Ordinary Licence (Nummer P542), die Flüge für die Beförderung von Passagieren oder Flugunterricht erlaubt, die vom Lizenznehmer (Orkney Islands Council) zugelassen sind. Nachtflüge sind jedoch verboten.

## Fluggesellschaften und Ziele
Folgende Fluggesellschaft betreiben regelmäßige Linien- und Charterdienste am Papa Westray Airport:
| Fluggesellschaft | Flugziel                           |
| ---------------- | ---------------------------------- |
| Loganair         | Kirkwall, North Ronaldsay, Westray |